# Колдовство 5: Танец с Дьяволом
Колдовство 5: Танец с Дьяволом (англ. Witchcraft V: Dance with the Devil) - пятый фильм из серии фильмов ужасов под названием Колдовство, дистрибьюцией которого занималась Troma Entertainment, а продюсированием Vista Street Entertainment. Премьера на VHS в США состоялась 9 июня 1993 года. Является сиквелом фильма Колдовство 4: Девственное сердце и приквелом к фильму Колдовство 6: Любовница Дьявола.

## Сюжет
Марта и её бойфренд Билл занимаются аферой, в которой Марта заманивает мужчин на свидание в мотель, где Билл нокаутирует ничего не подозревающую жертву, после чего они обчищают бумажник жертвы. В этот раз всё идёт наперекосяк Билл случайно убивает мужчину. Расстроенный обстоятельствами и телом в багажнике, Билл сбивает бездомного и почти попадает в аварию с телепроповедником Преподобныйм Мередитом. 
В то время как Преподобный пытается помочь бездомному, мистические силы переходят с бездомного на Мередит, который под влиянием этих сил начинает странно себя вести и в том числе проявлять больший интерес к своему секретарю. 
Марта и Билл хоронят мертвую жертву в сельской местности, и с их машиной, которая теперь не работает, они натыкаются на лагерь Каина, который называет себя коллекционером. После попытки обмануть и ограбить Каина, он меняется с ними ролями и использует свой магический меч, чтобы контролировать Марту, приказывая ей убить Билла, она подчиняется приказу. Каин называет себя агентом сатаны.
Чернокнижник /адвокат герой Уильям Спаннер и его подруга Кели идут на свидание в ночной клуб, когда Кели гипнотизирует ди-джей клуба, который оказывается Каином. Каин, чувствуя силу Спаннера, обманывает его, чтобы тот вышел на сцену, и завладевает  Спаннером благодаря пост-гипнотическому внушению. Каин хочет использовать силы Уильяма, чтобы ускорить свой план по захвату сатаной Землю.
Со Спаннером творится что-то очень странное, Кели встречается с преподобным Мередитом и во время встречи сообщает ему о случившемся с Уильямом, который немедленно приводит Белую Ведьму Астазию. Она накладывает защитное заклинание на Спаннера, но Марта, которая ночью соблазняет Уильяма, убивает Астазию.
Кели отправляется на поиски Уильяма в клуб Каина и подвергается нападению Марты.Кейн собирается принести ее в жертву, когда появляется Уильям, приведя преподобного Мередита. Уильям борется с влиянием Каина и вовлекает злодея в дуэль. В процессе Каин и Марта убиты, а Уильям и Келли воссоединены.

## Связь с предыдущими фильмами
Роль Уильяма Спаннера значительно уменьшена с предыдущих трех фильмов от героя к жертве. Используются кадры сожжения ведьмы из первого фильма.

## Критика
Фильм получил в основном отрицательные отзывы критиков.
1000 misspent hours отмечает, что, фильм, близок к лёгкому порно, однако,  история лучше, чем предыдущих двух фильмах.
AV club находит фильм очень слабым и заявляет, что из-за участия Хаффмана в этом фильме хочется кричать
TV Guide находит фильм как отражение всей серии в целом с низкими производственными показателями, плохим сценарием, скучным направлением и постоянно растущей зависимостью от обнаженной груди, чтобы возбудить аудиторию.

## В ролях
- Марклен Кеннеди[англ.]  — Уильям
- Кэролин Тэй-Лорен — Кели
- Николь Сассаман — Марта
- Дэвид Хаффман — Каин
- Ленни Роуз — преподобный Мередит
- Фредди Андреючи — Билл
- Айша Хауэр  — Астазия
- Грег Гранберг — Менеджер
- Кимберли Болин (в титрах Ким Болин) — Секретарша
- Девид Жан Томас (в титрах не указан) — Доктор Кларенс Рэндалл

## Производство

### Съёмочная группа
- Дэн Спикер — Постановщик трюков
- Тони Милер — Монтажёр

## Релиз
Премьера на VHS в США состоялась 9 июня 1993 года (Academy Home). Переиздание на DVD произошло 26 мая 2003 года, компанией Waterfall.

### В других странах
Дистрибьюцией фильма в Германии занималась компания Columbia TriStar Home Entertainment в 1994 году, фильм вышел под названием Колдовство V: Силы зла (Witchcraft V - Die Macht des Bösen). 
В Уругвае Mega Video Home.